# Nina Roussakova
Pour les articles homonymes, voir Roussakova.
Nina Ivanovna Roussakova (en russe : Нина Ивановна Русакова) est une aviatrice soviétique, née le 25 janvier 1915 à Sagouny, un village de l'actuel oblast de Voronej (Russie) et décédée le 12 novembre 1997 à Chtchiolkovo (oblast de Moscou). Elle était une des pilotes d'essai les plus célèbres d'Union soviétique.

## Biographie
Nina Roussakova est la fille d'Ivan Grigorievitch Roussakov et Elizabeta Ivanovna. Elle apprend à piloter à l'aéroclub de Voronej en 1933. En 1934, elle entre à l'École d'aviation militaire d'Orenbourg.
Dès la fin de ses classes elle est d'active dans l'armée soviétique. Jusqu'en 1961 elle est pilote d'essai et vole sur plus de 200 types d'appareil, accumulant ainsi plus de 5 000 heures de vol. Ses compétences de pilote sont utilisées pendant la Seconde Guerre mondiale. En 1940, elle est instructrice au 27e régiment d'aviation de chasse et forme des pilotes de chasse. Elle s'était imposée auprès des hommes en battant un pilote d'exception lors d'une démonstration, Leonid Kourachov.

## Distinctions
- Ordre du Drapeau rouge (1954)
- Trois fois l'ordre de l'Étoile rouge (1944, 1949, 1950)

et de nombreuses médailles.

## Sources externes
- (ru) Biographie de Nina Roussakova, aviatrice soviétique
- (ru) Biographie de Nina Roussakova, pilote d'essai soviétique
- (ru) Biographie de Nina Roussakova, as de l'aviation soviétique